# Caponago
Caponago (lombardul: Caponagh) település Olaszországban, Lombardia régióban, Monza e Brianza megyében. Lakosainak száma 5140 fő (2023. január 1.). Caponago Agrate Brianza, Cambiago, Carugate és Pessano con Bornago községekkel határos.

## Népesség
A település népességének változása:
| Lakosok száma | 5280 | 5211 | 5213 | 5140 |
|               | 2013 | 2017 | 2018 | 2023 |